# Notarztstandort
Ein Notarztstandort ist eine Einrichtung des Rettungsdienstes (RD). In ihr halten sich die Besatzungen des Notarzteinsatzfahrzeuges in ihrer einsatzfreien Zeit auf.
Der Standort eines Notarztstandortes wird vom Träger des Rettungsdienstes (in der Regel Kommunalverwaltung bzw. Rettungszweckverband) gemäß den landesrechtlichen Vorgaben festgelegt (Lage an Straßen, Verteilung innerhalb eines Gebietes, räumliche und zeitliche Entfernung zu Nachbarwachen, erreichbare Bevölkerung pro Zeitspanne etc.). Die Anzahl der Notarztstandorte in einem Rettungsdienstbereich richtet sich vor allem nach der jeweils geltenden Hilfsfrist.
Notarztstandorte werden in der Regel von Hilfsorganisationen bzw. Feuerwehren eingerichtet bzw. gebaut, die den Rettungsdienst in diesem Gebiet betreibt. Dabei kann das Bundesland finanzielle Zuschüsse zum Bau geben. Im Rahmen eines Neubaus für einen Notarztstandort können weitere Räume (z. B. für Verwaltung, Ausbildung etc.) vom Bauherrn vorgesehen werden; diese sind aber nicht zuschussfähig.
Der Notarztstandort sollte mindestens eine Fahrzeuggarage, einen Aufenthalts- und einen Ruheraum für die Besatzung(en) haben. Manchmal werden auch ein Büro für die Verwaltungsangelegenheiten und ein Lager- bzw. Desinfektionsraum bereitgestellt. Meist werden aber vorhandene Räumlichkeiten genutzt, die sich als Notarztstandort geeignet erweisen.
Für jeden Notarztstandort hat eine Person die Funktion eines sog. „Wachleiters“ inne, auch wenn sie organisationsintern anders genannt werden. Der Wachleiter ist zuständig für den inneren Betrieb des Notarztstandortes und ist in dieser Funktion Ansprechpartner für Behörden, namentlich die Rettungsleitstelle (RLSt).